# Walter de Gruyter
Walter de Gruyter GmbH, appelé généralement De Gruyter (en allemand : Walter de Gruyter Verlag) est une maison d'édition allemande fondée en 1749, spécialisée dans les publications universitaires.
Chaque année, elle édite 1 300 nouvelles publications dont la moitié en anglais. Elle publie également 650 revues et banques de données en ligne spécialisées. Elle dispose depuis 2008 d'une plate-forme propre pour proposer des contenus électroniques.

## Spécialités
- architecture, art, musique
- études classiques gréco-latines et médiévales, histoire, philosophie
- théologie, études judaïques, sciences des religions
- médecine, sciences de la nature, mathématiques
- jurisprudence
- sciences économiques et sociales
- sciences de la communication, de l'information et de la documentation

## Histoire
Cette maison d'édition, dont le siège social se trouve à Berlin, avec des filiales à Boston (à New York jusqu'au printemps 2011) et Pékin (depuis août 2011) a été fondée par Walter de Gruyter (1862–1923), qui en a fait le 31 décembre 1918 un éditeur essentiellement académique, par partenariat avec les maisons d'éditions suivantes :
- G. J. Göschen’sche Verlagsbuchhandlung (de)
- Verlagsbuchhandlung I. Guttentag (de)
- Verlag Georg Reimer (de)
- Verlag Karl J. Trübner (de)
- Verlag Veit & Comp (de)

Cette société en commandite apportait cinq complémentarités à Walter de Gruyter & Co., qui détenait à elle seule près de 50 % du capital tandis que les autres éditeurs en détenaient chacun moins de 20 % chacun. Au mois de novembre 1920, Otto von Halem (de) revendit ses parts à de Gruyter, qui porta ainsi sa participation en 1922 à 77 % du capital. À la mort de Walter de Gruyter, son gendre Herbert Cram (de) reprit la direction du groupe.
L'historienne de l'édition germanophone Melanie Mienert estime que sous le Troisième Reich, « de Gruyter n'était pas une maison active dans la politique, et qu'une minorité de ses collaborateurs [...] étaient membres du parti. » D'après Klaus G. Saur (de), de Gruyter fait partie de cette majorité d'éditeurs qui « ont continué leurs affaires, et se sont plus ou moins adaptés, ou arrangés avec le régime. »
L'éditeur a absorbé en 1977 les Éditions Mouton de La Haye, spécialisées dans les sciences historiques (publication de thèses de doctorat es lettres dans le ligne école des annales), de sciences du langage et les journaux universitaires, les recueils d’œuvres anciennes et les recensions bibliographiques.
Le groupe a connu diverses fusions et des rachats :
- en 2006, avec Max Niemeyer Verlag (de) (Tübingen) et K. G. Saur Verlag avec la collection Bibliotheca teubneriana
- en 2013, avec Akademie Verlag (de) (Berlin) et R. Oldenbourg Verlag (de) (Munich)

En 2023, De Gruyter annonce l'acquisition de son homologue de l'édition académique néerlandais, Brill. La division nouvellement créée prend le nom de De Gruyter-Brill.